# 寿阳之战
寿阳之战，479年（南齐建元元年，北魏太和三年）至次年，在齐魏战争中，齐军与魏军在寿阳（今安徽省寿县）展开的作战。
465年（北魏和平六年）九月，刘宋徐州刺史义阳王刘昶在徐州（治彭城，今江苏徐州）起兵抗命，兵败投魏。魏文成帝把公主嫁给他，拜为侍中、征南将军、驸马都尉，封其为丹阳王。479年（魏太和三年）四月，刘宋的齐王萧道成废宋顺帝刘准，称帝建齐，改元建元，仍都建康（今南京），史称南齐。萧道成建齐后，对兖州刺史垣崇祖表示，我新得天下，魏必以纳刘昶之辞，进犯齐国。寿阳首当其沖，非常需要你前往对付。于是任命垣崇祖为豫州刺史，备战御敌。479年（齐建元元年）十一月，魏孝文帝以奉丹阳王刘昶复国为由，分兵几路大举攻齐。萧道成为宋臣时，骁骑将军王洪范出使柔然，约其一同击魏。王洪范自出吐谷浑历西域方到达柔然，柔然应允，以十余万骑攻魏，但仅至塞上而回。480年正月，魏将薛道标引兵奔赴寿阳，齐高帝萧道成命齐郡太守刘怀慰伪造冠军将军薛渊的书信，招抚薛道标。魏孝文帝得知，便召薛道标还，以梁郡王拓跋嘉替代他。二月，拓跋嘉与刘昶率兵攻寿阳。临战之前，刘昶流涕四拜众将士，请求同心协力，决战取胜，以雪仇耻。面对魏步骑20万进攻寿阳的严重局势，垣崇祖召集文武官员商讨对策，决定在城西北的淝水上筑堰，筑北又筑一小城，城周挖堑，待魏军来攻，立即决水而冲。不久，魏军攻堰北小城时，垣崇祖下令决堀堰放水，顿时一片汪洋，魏军攻城之众人马溺死以千数，只得退兵。